# Kornél Havasi
Kornél Havasi (ur. 10 stycznia 1892 w Budapeszcie, zm. 15 stycznia 1945 w Bruck an der Leitha) – węgierski szachista.
W 1922 roku zdobył tytuł mistrza Węgier. W latach 1927–1937 siedmiokrotnie reprezentował swój kraj na olimpiadach szachowych, na których rozegrał 90 partii i zdobył 61 punktów. Jego drużyna zdobyła dwa złote i dwa srebrne medale. W 1935 roku na olimpiadzie w Warszawie zdobył srebrny medal na trzeciej szachownicy.